# しっかり者のスズの兵隊

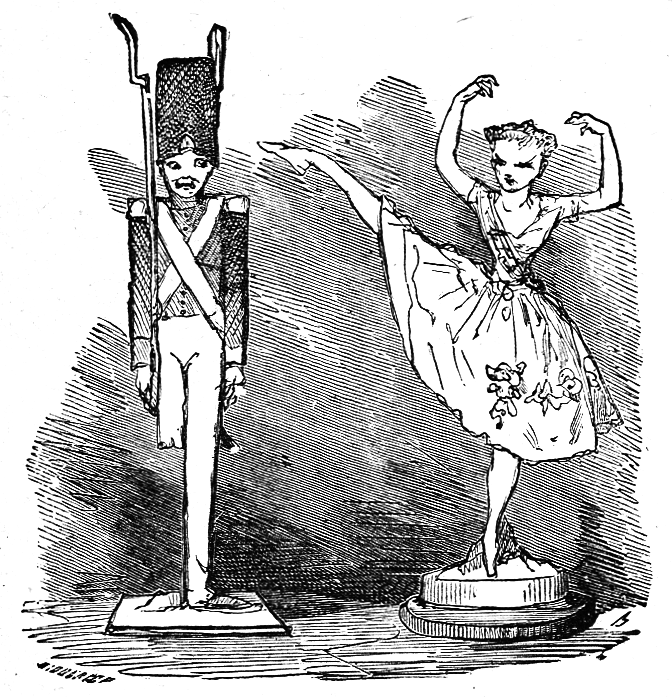

「しっかり者のスズの兵隊」（しっかりもののすずのへいたい　丁: Den standhaftige Tinsoldat）或いは「鉛の兵隊」（なまりのへいたい）は、ハンス・クリスチャン・アンデルセンの創作童話の一つ。『子どものための童話新集 第一冊（丁: Eventyr, fortalte for Børn. Ny Samling. Første Hefte）』に『ヒナギク』『野の白鳥』とともに収録され、1838年にコペンハーゲンで刊行された。アンデルセンの創作活動期の中でも比較的初期の作品である。無生物を擬人化し童話中に登場させる技法はアンデルセンが童話に新機軸をもたらしたものの中で最も際立ったもののひとつであり、本作は無生物が生命を与えられて登場したアンデルセン初の作品である。

## あらすじ

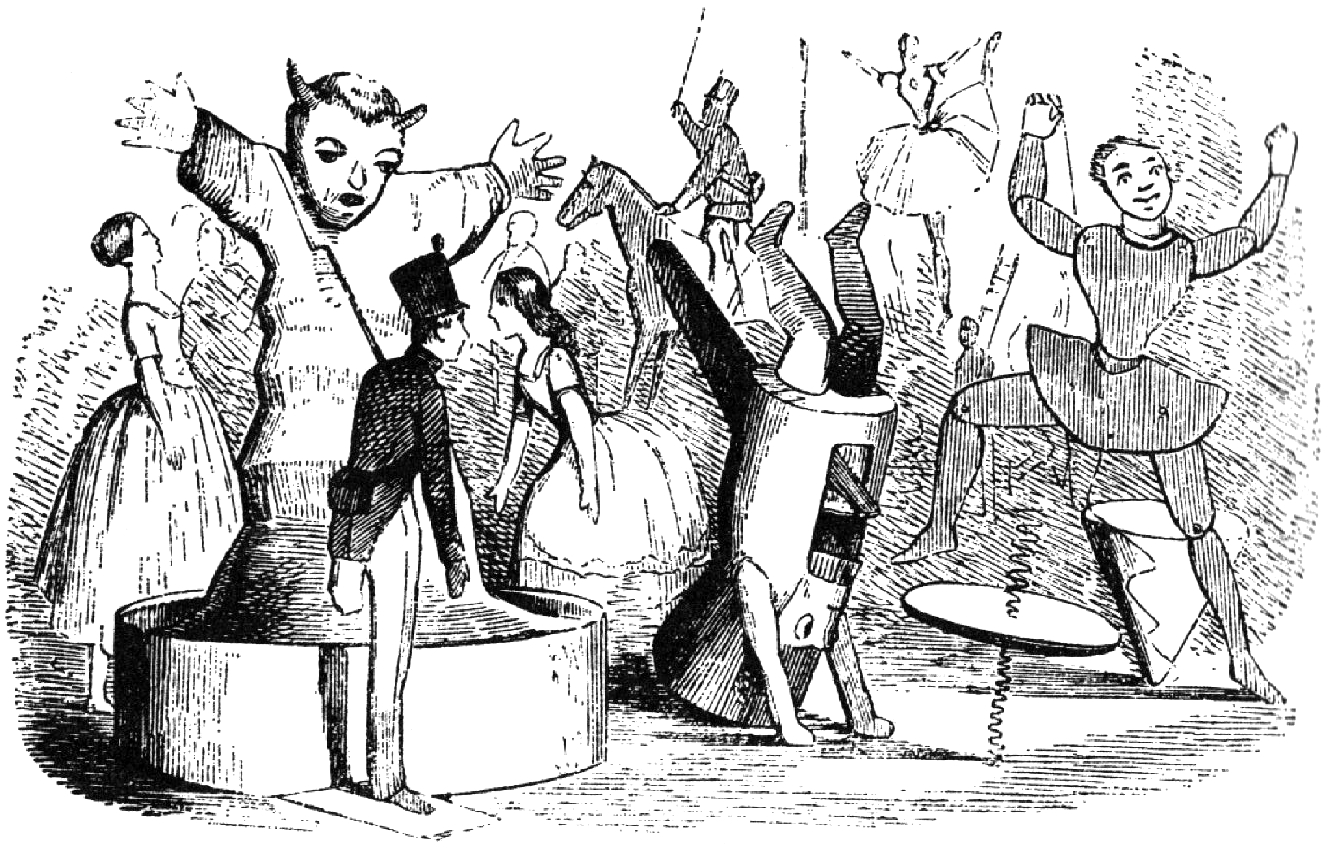
ヴィルヘルム・ペーダセンの挿絵(1850年)

ある男の子の誕生日祝いに、古い錫（スズ）のさじから作られた二十五人のスズの兵隊が送られた。その中の最後に作られた兵隊は材料のスズが足りなくなり一本足であった。一本足のスズの兵隊は紙を切り抜いてできた踊り子の人形に思いを寄せる。その踊り子は一方の足で立ち、もう一方の足を高く上げていた。一本足の兵隊は踊り子も自分と同じ片足であり彼女が自分のお嫁さんにぴったりだと考えたのだった。しかし兵隊が踊り子を見るために乗っていた箱はびっくり箱で、中にいた悪魔は自分を踏みつけた兵隊に恨みを抱く。
あくる朝、兵隊は悪魔の仕業で窓から階下に落ちてしまう。町の子どもが兵隊を拾い紙で作った船に乗せて溝へ流した。流された兵隊は下水に落ち、通行証を出せと迫るネズミたちに襲われ、最後には海に出て魚に飲み込まれてしまう。魚は人間に捕まえられ、偶然にも男の子の家に買われてもとの場所に戻ったが、悪魔に囁かれた男の子は暖炉の中に兵隊を放り込んでしまう。兵隊が燃えていくなか、風が吹き、紙の踊り子は風に乗って暖炉の兵隊のそばに飛ばされ焼け失せてしまった。一本足のスズの兵隊もだんだんと溶けていき、小さな塊になってしまった。
次の日に暖炉の灰をかき出すと、兵隊はハート型の小さなスズのかたまりになっていた。

## 「歌」について
舟に乗せられた兵隊が水に沈むとき、どこからか歌が聞こえてくる場面がある（原語では“Fare, Fare, Krigsmand! Døden skal Du lide!”）が、この歌詞はデンマークの海将ヒュイトフェルトの勇敢な行動を称えたもの（直訳すれば「突っこめ、突っこめ、戦士！死こそは君の本望だろう」）である。この歌詞の日本語訳については下記のとおり大別して三種類の解釈がなされている。
- 踊り子の別れを惜しむ歌：「さよなら、さよなら、兵隊さん！あなたは死ななきゃならないのよ。」（山室静訳）
- 小鬼の呪いの歌：「さよなら、さよなら、兵隊さん。これでおまえもおしまいだ。」（楠山正雄訳）
- 登場人物とは無関係の威勢のいい歌：「ゆけ、ゆけ勇士！死こそはおん身の運命ぞ！」（楠山正雄訳）

## 映像化作品
- 鉛の兵隊『Стойкий оловянный солдатик』
  - 1976年にソビエト連邦で制作された長編アニメーション映画。
- ファンタジア2000
  - 1999年に制作されたディズニーアニメーション映画。同映画の短編的作品として制作され、原作とは異なりハッピーエンドに改変されている。本作ではびっくり箱の悪魔が明確に踊り子を狙う悪役とされ、スズの兵隊は彼の投げつけた船と共に窓の外に落ちて下水道に流される。その後で魚に食べられて帰還を果たすのは原作と同じだが、男の子はスズの兵隊を元通り箱に納め、再度スズの兵隊に襲いかかったびっくり箱の悪魔が、スズの兵隊の反撃を受けて暖炉に放り込まれる。